# Nico Schlotterbeck
Nico Schlotterbeck (Waiblingen, 1999. december 1.) német válogatott labdarúgó, a Borussia Dortmund játékosa.

## Pályafutása

### Klubcsapatokban

#### A kezdeti évek
Testvérével együtt kezdtek megismerkedni a labdarúgás alapjaival az SG Weinstadt csapatánál. 2007 és 2014 között a Stuttgarter Kickers akadémiáján nevelkedett. Ezt követően a VfR Aalen-hez került, amit nagybátyja Niels Schlotterbeck visszalépésnek gondolta. Egy év múlva távozott és a Karlsruher korosztályos csapataiban folytatta pályafutását, ahol Tim Kircher remek védőpárost alkottak. 2017 nyarán a Freiburg akadémiájához csatlakozott.

#### SC Freiburg
2018 nyarán került testvérével az első keretbe, ahol rendszeresen edzettek. Július 28-án mutatkozott be a tartalék csapatban a VfB Stuttgart II ellen 4–3-ra elvesztett negyedosztályú bajnoki mérkőzésen. 2019. március 19-én a Bundesligában is bemutatkozott a Hertha BSC ellen Philipp Lienhart cseréjeként. 2020–21-es szezont kölcsönben az 1. FC Union Berlin csapatánál töltötte.
Kölcsönszerződése lejárta után visszatért a Freiburgba. 2021 decemberében a Borussia Mönchengladbach és a TSG 1899 Hoffenheim ellen is egy-egy gólt szerzett. 2022. február 19-én az Augsburg ellen 2–1-re megnyert bajnoki mérkőzésen győztes gólt szerzett. Március 12-én a VfL Wolfsburg ellen is az ő góljával nyerték meg a találkozót. Április 19-én a Hamburger SV legyőzésével bejutottak a kupa-döntőbe.

#### 1. FC Union Berlin
2020. július 31-én egy szezonra kölcsönbe került az 1. FC Union Berlin csapatához. Szeptember 12-én góllal mutatkozott be a Karlsruher elleni kupamérkőzésen. Szeptember 26-án a bajnokságban is góllal debütált a Borussia Mönchengladbach ellen 1–1-s döntetlennel véget érő találkozón. Eztkövetően combsérülést szenvedett és több hetet ki kellett hagynia.

#### Borussia Dortmund
2022. május 2-án jelentette be, hogy ötéves szerződést kötött a Borussia Dortmund csapatával, amelyhez 2022 nyarán csatlakozik.

### A válogatottban
Többszörös korosztályos válogatott. 2021-ben megnyerte a válogatottal a 2021-es U21-es labdarúgó-Európa-bajnokságot. 2021 szeptemberében több alkalommal is a kispadon kapott helyett a felnőttek között Hansi Flick szövetségi kapitánytól. 2022. március 26-án mutatkozott be Izrael ellen. 2024. június 7-én bekerült Julian Nagelsmann szövetségi kapitány 26 fős keretébe, amely a 2024-es labdarúgó-Európa-bajnokságon részt vett.

## Statisztika

### Klub
2023. május 21-én frissítve.
| Klub                      | Szezon   | Bajnokság            | Bajnokság | Bajnokság | Kupa  | Kupa  | Nemzetközi | Nemzetközi | Egyéb | Egyéb | Összesen | Összesen |
| Klub                      | Szezon   | Osztály              | Mérk.     | Gólok     | Mérk. | Gólok | Mérk.      | Gólok      | Mérk. | Gólok | Mérk.    | Gólok    |
| ------------------------- | -------- | -------------------- | --------- | --------- | ----- | ----- | ---------- | ---------- | ----- | ----- | -------- | -------- |
| Freiburg II               | 2018–19  | Regionalliga Südwest | 24        | 2         | –     | –     | –          | –          | –     | –     | 24       | 2        |
| Freiburg II               | 2019–20  | Regionalliga Südwest | 1         | 0         | –     | –     | –          | –          | –     | –     | 1        | 0        |
| Freiburg II               | Összesen | Összesen             | 25        | 2         | 0     | 0     | 0          | 0          | –     | –     | 25       | 2        |
| Freiburg                  | 2018–19  | Bundesliga           | 4         | 0         | 0     | 0     | –          | –          | –     | –     | 4        | 0        |
| Freiburg                  | 2019–20  | Bundesliga           | 13        | 0         | 1     | 0     | –          | –          | –     | –     | 14       | 0        |
| Freiburg                  | 2020–21  | Bundesliga           | –         | –         | –     | –     | –          | –          | –     | –     | –        | –        |
| Freiburg                  | 2021–22  | Bundesliga           | 32        | 4         | 6     | 0     | —          | —          | —     | —     | 38       | 4        |
| Freiburg                  | Összesen | Összesen             | 49        | 4         | 7     | 0     | 0          | 0          | –     | –     | 56       | 4        |
| Union Berlin (kölcsönben) | 2020–21  | Bundesliga           | 16        | 1         | 1     | 1     | –          | –          | –     | –     | 17       | 2        |
| Union Berlin (kölcsönben) | Összesen | Összesen             | 16        | 1         | 1     | 1     | 0          | 0          | –     | –     | 17       | 2        |
| Borussia Dortmund         | 2022–23  | Bundesliga           | 28        | 4         | 3     | 0     | 8          | 0          | –     | –     | 39       | 4        |
| Borussia Dortmund         | Összesen | Összesen             | 28        | 4         | 3     | 0     | 8          | 0          | –     | –     | 39       | 4        |
| Összesen                  | Összesen | Összesen             | 118       | 11        | 11    | 1     | 8          | 0          | –     | –     | 137      | 12       |

### A válogatottban
2023. március 25-én frissítve.
| Válogatott  | Szezon   | Mérk. | Gól |
| ----------- | -------- | ----- | --- |
| Németország | 2022     | 8     | 0   |
| Németország | 2023     | 1     | 0   |
| Összesen    | Összesen | 9     | 0   |

## Család
Testvére és nagybátyja Keven és Niels Schlotterbeck szintén labdarúgó. Unokatestvérei, Marcel és Marvin Zimmermann, valamint Matino Schlotterbeck.

## Sikerei, díjai
- Németország U21
  - U21-es labdarúgó-Európa-bajnokság: 2021

## Külső hivatkozások
- Nico Schlotterbeck adatlapja a Kicker oldalon (németül)
- Nico Schlotterbeck adatlapja a Transfermarkt oldalon (angolul)
- Nico Schlotterbeck adatlapja a Soccerway oldalon (angolul)